# Grzegorz Grzywa
Grzegorz Grzywa (* 26. Juni 1974) ist ein ehemaliger polnischer Biathlet.
Grzegorz Grzywa debütierte 1996 in Osrblie im Biathlon-Weltcup, wo er sowohl im Einzel wie auch im Sprint 91. wurde. Es waren zugleich seine besten Ergebnisse in der höchsten Rennserie des Biathlons, in der er sporadisch bis 2000 zum Einsatz kam. Seinen größten Erfolg erreichte er aber bei den Sommerbiathlon-Weltmeisterschaften 1998 in Osrblie. Im Sprint wurde er 38., im Verfolgungsrennen 31., mit der polnischen Staffel gewann Grzywa als Startläufer an der Seite von Tomasz Sikora, Kazimier Urbaniak und Wojciech Kozub hinter den Vertretungen aus Russland und der Ukraine die Bronzemedaille.

## Biathlon-Weltcup-Platzierungen
Die Tabelle zeigt alle Platzierungen (je nach Austragungsjahr einschließlich Olympische Spiele und Weltmeisterschaften).
- 1.–3. Platz: Anzahl der Podiumsplatzierungen
- Top 10: Anzahl der Platzierungen unter den ersten zehn (einschließlich Podium)
- Punkteränge: Anzahl der Platzierungen innerhalb der Punkteränge (einschließlich Podium und Top 10)
- Starts: Anzahl gelaufener Rennen in der jeweiligen Disziplin

| Platzierung                               | Einzel | Sprint | Verfolgung | Massenstart | Staffel | Gesamt |
| ----------------------------------------- | ------ | ------ | ---------- | ----------- | ------- | ------ |
| 1. Platz                                  |        |        |            |             |         |        |
| 2. Platz                                  |        |        |            |             |         |        |
| 3. Platz                                  |        |        |            |             |         |        |
| Top 10                                    |        |        |            |             |         |        |
| Punkteränge                               |        |        |            |             |         |        |
| Starts                                    | 1      | 2      |            |             | 1       | 4      |
| Stand: Karriereende, Daten nicht komplett |        |        |            |             |         |        |